# Hilaire Couvreur
Hilaire Couvreur (Sint-Andries, 22 settembre 1924 – Courtrai, 17 febbraio 1998) è stato un ciclista su strada belga.
Professionista dal 1947 al 1962, vinse una tappa al Giro d'Italia 1954.

## Carriera
Corse per la Lygie, la Terrot, la Peugeot, la Cora, la Faema, la Helyett e la Carpano; era soprannominato Hilaire l'africano.
Si distinse soprattutto nelle corse a tappe, vincendo il Giro dell'Algeria nel 1949 e nel 1950, il Giro del Marocco nel 1953 e la Vuelta a Levante nel 1958. Partecipò cinque volte al Tour de France e vinse una tappa al Giro del Belgio 1951 a Liegi. Al Giro d'Italia si impose in una tappa nel 1954, a Genova, e fu decimo nel 1956.

## Palmarès
- 1947

5ª tappa Giro del Belgio indipendenti (Verviers > Marche)
4ª tappa Giro del Limburgo dilettanti (Overpelt > Eisden)
- 1948

Omloop der Zuid-West-Vlaamse Bergen
- 1949

Tour d'Algérie
- 1950

Tour d'Algérie
- 1951

4ª tappa Giro del Belgio (Virton > Liegi)
- 1952

Circuit des 11 villes
- 1953

4ª tappa Giro del Marocco (Taza > Meknès)
Classifica generale Giro del Marocco
Circuit de Flandre orientale
- 1954

Circuit des 11 villes
12ª tappa Giro d'Italia (Abetone > Genova)
- 1957

4ª tappa Volta Ciclista a Catalunya
- 1958

Classifica generale Vuelta a Levante
- 1959

4ª tappa Vuelta a Levante
- 1960

4ª tappa, 2ª semitappa Genova-Roma (Poggibonsi > Perugia)

### Altri successi
- 1961

Classifica scalatori Tour de Suisse

## Piazzamenti

### Grandi Giri
- Giro d'Italia

1948: ritirato (3ª tappa)
1954: 30º
1956: 10º
1959: 13º
1960: 17º
1961: 24º
- Tour de France

1950: ritirato (11ª tappa)
1951: 42º
1953: 28º
1955: ritirato (7ª tappa)
- Vuelta a España

1957: ritirato (11ª tappa)
1958: 4º
1959: 7º

### Classiche monumento
- Milano-Sanremo

1955: 98º
1956: 8º
1958: 77º
1962: 78º
- Giro delle Fiandre

1953: 8º
1960: 31º
1961: 33º
- Parigi-Roubaix

1953: 13º
1958: 63º
1959: 35º
1960: 48º
1961: 103º
- Liegi-Bastogne-Liegi

1949: 39º
1950: 37º
1951: 52º
1958: 24º
- Giro di Lombardia

1951: 76º
1954: 31º
1956: 12º
1958: 27º
1960: 38º